# Città di Trieste Challenger 2025
Il Città di Trieste Challenger 2025 è stato un torneo maschile di tennis professionistico. È stata la 6ª edizione del torneo, facente parte della categoria Challenger 100 nell'ambito dell'ATP Challenger Tour 2025, con un montepremi di 145 000 €. Si è giocato dal 7 al 12 luglio 2025 sui campi in terra rossa del Tennis Club Triestino di Trieste, in Italia.

## Partecipanti

### Teste di serie
| Nazionalità   | Giocatore              | Ranking* | Testa di serie |
| ------------- | ---------------------- | -------- | -------------- |
| Taipei cinese | Tseng Chun-hsin        | 96       | 1              |
| Cile          | Tomás Barrios Vera     | 108      | 2              |
| Rep. Ceca     | Dalibor Svrčina        | 114      | 3              |
| Stati Uniti   | Tristan Boyer          | 120      | 4              |
| Argentina     | Thiago Agustín Tirante | 121      | 5              |
| Georgia       | Nik'oloz Basilashvili  | 126      | 6              |
| Italia        | Matteo Gigante         | 133      | 7              |
| Lituania      | Vilius Gaubas          | 140      | 8              |

* Ranking al 30 giugno 2025.

### Altri partecipanti
I seguenti giocatori hanno ricevuto una wild card per il tabellone principale:
- Marco Cecchinato
- Federico Cinà
- Giulio Zeppieri

Il seguente giocatore è entrato in tabellone come special exempt:
- Stefano Travaglia

Il seguente giocatore è entrato in tabellone nell'ambito del Next Gen Accelerator programme:
- Arthur Géa

Il seguente giocatore è entrato in tabellone come alternate:
- Facundo Mena

I seguenti giocatori sono passati dalle qualificazioni:
- Andrea Collarini
- Andrea Picchione
- Sumit Nagal
- Daniel Michalski
- Maxim Mrva
- Matej Dodig

## Punti e montepremi
| Torneo    | Torneo              | V      | F      | SF    | QF    | 2T    | 1T    | Q | Q2  | Q1  |
| Singolare | Punti               | 125    | 64     | 35    | 16    | 8     | 0     | 5 | 3   | 0   |
| Singolare | Premi in denaro (€) | 20 630 | 12 110 | 7 225 | 4 195 | 2 450 | 1 515 | – | 710 | 355 |
| Doppio    | Punti               | 125    | 64     | 35    | 16    | –     | 0     | – | –   | –   |
| Doppio    | Premi in denaro (€) | 8 420  | 4 900  | 2 940 | 1 750 | –     | 990   | – | –   | –   |

## Campioni

### Singolare
Matej Dodig ha sconfitto in finale  Thiago Agustín Tirante con il punteggio di 6–3, 6–4.

### Doppio
Jakub Paul /  Matěj Vocel hanno sconfitto in finale  Robin Haase /  Johannes Ingildsen con il punteggio di 7–5, 6–1.